# Шумук, Даниил Лаврентиевич
Дании́л Лавре́нтиевич Шуму́к (укр. Данило Лаврентійович Шумук, англ. Danylo Shumuk; 30 декабря 1914, Боремщина, Волынская губерния — 21 мая 2004, Красноармейск, Донецкая область) — украинский советский диссидент, член Украинской Хельсинкской группы, ранее деятель Коммунистической партии Западной Украины и Украинской повстанческой армии. Член объединения украинских писателей «Слово».

## Биография
Даниил Шумук был участником украинского движения сопротивления, Коммунистической партии Западной Украины (с 1932 года), узником польских концлагерей (1935—1939). Был приговорён к 8 годам заключения за участие в коммунистическом подполье, в 1939 году был досрочно освобождён по амнистии. В 1941 году находился в немецком концлагере для советских пленных.
С марта 1943 года по декабрь 1944 года был членом УПА, за что в 1945 году был приговорён к смертной казни, заменённой 20-летним заключением. Участник Норильского восстания в 3-м каторжном лаготделении.
С осени 1967 года Шумук жил в Богуславе Киевской области, работал сторожем в пионерском лагере, дежурным матросом комбината обустройства пляжей в Киеве. В 1968 году Шумук познакомился с «шестидесятниками», в частности, с И. Светличным, Н. Светличной и Е. Сверстюком.
12 января 1972 года Шумук был арестован по обвинению в проведении «антисоветской агитации и пропаганды» (ст. 62-2 УК УССР) и в предоставлении «заведомо ложных показаний» (ст. 197 УК УССР). Во время ареста были изъяты его воспоминания, а у И. Светличного — письмо Шумука, которое было признано программным документом.
5-7 июля 1972 года Шумук был приговорён Киевским областным судом к 10 годам лагерей особо строгого режима и 5 годам ссылки. Признан особо опасным рецидивистом. Отбывал наказание в Мордовии, лагерь Сосновка. В этом же году отказался от советского гражданства. В заключении был активным участником борьбы за статус политзаключённого и других протестных акций. В феврале 1979 года стал одним из основателей Украинской Хельсинкской группы.
1 марта 1980 года Шумук был этапирован на участок особого режима лагеря ВС-389/36-1 (с. Кучино Чусовского района Пермской области), затем переведён на строгий режим той же зоны, а затем — в колонию ВС-389/35 (ст. Всехсвятская).
В 1987 году Шумук выехал на постоянное место жительства в Канаду, а в 2002 году вернулся на Украину, жил в городе Красноармейск.
На Западе опубликованы воспоминания Шумука «За восточным горизонтом» («За східним обрієм»; Париж — Балтимор, 1974), вызвавшие среди украинской эмиграции дискуссии вокруг критической оценки их автором идеологии украинского национализма. Воспоминания Шумука с некоторыми дополнениями были переизданы под названием «Пережитое и передуманное» («Пережите і передумане»; Детройт, 1983) и на английском языке — «Пожизненное заключение» («Life Sentence»; Эдмонтон, 1984).

## Награды и премии
- Орден «За мужество» I степени (8 ноября 2006 года, посмертно) — за гражданское мужество, самоотверженность в борьбе за утверждение идеалов свободы и демократии и по случаю 30-й годовщины создание украинской общественной группы содействия выполнению Хельсинкских соглашений[2].